# 인호봉
인호봉(印鎬奉, 1958년 3월 4일 ~ 2021년 12월 18일)은 전 KBO 리그 삼미 슈퍼스타즈와 청보 핀토스의 선수이다.

## 선수 시절

### 아마추어 시절
인천고 시절 14타자를 연속으로 삼진을 잡아내고 41이닝연속 무실점이라는   기록이 있었지만, 프로에서는 기교파로 스타일을 바꿔 플레이하였다. 
1976년 말 인천고 동기 양승관 김진우와 함께 중앙대에 입학할 예정이었으나 갑작스럽게 이들과 함께 인하대로 발길을 돌려 입학했고  실업팀인 한국전력 야구팀을 거쳐 삼미 슈퍼스타즈에 입단하였다.

### 프로 시절
삼미개막전이자 자신의 데뷔전인 삼성전에서 3실점으로 틀어막으며 완투하여 승리하였다
능지처참 수준의 마운드때 완투하고 증간 계투로 나갈정도였다
팀경기의절반인 38경기에 등판하여 무려 133이닝을 소화하였지만 5승10패2세이브 6.03으로 처참했다 다음해 임호균 장명부 원투펀치로 활약했지만 정작 인호봉은 1승 2패. 방어율 4.26.

## 은퇴 이후
동료 장정기의 소개로 인천 제일유리에 입사 현재 사장직을 맡고 있으며 2021년 12월 18일, 당뇨 합병증으로   별세했다.
1. ↑  한명오 (2021년 12월 22일). “삼미슈퍼스타스 원년 선수 인호봉씨 별세 소식 뒤늦게 알려져”. 경기일보. 2022년 3월 23일에 확인함.
2. ↑  芳(방) (1976년 8월 30일). “高校(고교)야구 主戰(주전)선수 스카웃 熱風(열풍) (上(상))”. 경향신문. 2023년 12월 12일에 확인함.
3. ↑  한명오 (2021년 12월 22일). “삼미슈퍼스타스 원년 선수 인호봉씨 별세 소식 뒤늦게 알려져”. 경기일보. 2022년 3월 23일에 확인함.